# Пиротски окръг
Пиротският окръг (на сръбски: Пиротски округ или Pirotski okrug) е териториална единица в състава на провинция Централна Сърбия. Разположен е в югоизточния край на Сърбия, на границата с България.
Населението на окръга е 105 654 души (2002), а площта е 2761 km2. Административен център на окръга е град Пирот.

## История
След подписването на Санстефанския мирен договор от 3 март 1878 г. окръг Пирот влиза в състава на Княжество България. Тогава цялата област около града е населена с българи. Според Берлинския конгрес обаче, който се състои през същата година, Пиротският край е присъединен към Сърбия. След Първата световна война според Ньойския договор територията на община Цариброд също е прибавена към Сърбия. Между 1941 и 1944 г. окръгът е присъединен към България.
В днешни дни според официалната статистика в Сърбия населението на окръг Пирот е представено предимно от сърби. Официално има и голямо българско малцинство, населяващо главно община Цариброд.

## Общини
Пиротският окръг е съставен от 4 общини: Бабушница, Бела паланка, Пирот, Цариброд.

## Население
Численост по общини
| Община       | Площ (в km²) | 2002    | 2011   |
| ------------ | ------------ | ------- | ------ |
| Бабушница    | 529          | 15 734  | 12 259 |
| Бела паланка | 517          | 14 381  | 12 051 |
| Цариброд     | 483          | 11 748  | 10 056 |
| Пирот        | 1232         | 63 791  | 57 911 |
| Общо         | 2761         | 105 654 | 92 277 |

Етнически състав
| Народност | 2002    | 2002    | 2011   | 2011    |
| --------- | ------- | ------- | ------ | ------- |
| Сърби     | 89 985  | 85,17 % | 77 379 | 83,67 % |
| Българи   | 7313    | 6,92 %  | 6602   | 7,14 %  |
| Цигани    | 3344    | 3,17 %  | 4306   | 4,66 %  |
| Общо      | 105 654 | 100 %   | 92 277 | 100 %   |

## Икономика
В индустриалната зона на Пирот е развита каучуковата промишленост, където се произвеждат гумите „Тигар“. Друг развит отрасъл е текстилната индустрия със завода „Първи май“, както и завода за производство на бои и оцветители „Суко“.

## Култура
В Пиротския окръг са запазени образци на средновековната архитектура - църквата „Света Петка“ (13 век), Пиротската крепост и Погановският манастир „Свети Йоан Богослов“.